# Armand-Louis de Vignerot du Plessis d'Aiguillon
Pour les articles homonymes, voir Armand du Plessis, Plessis (homonymie) et Aiguillon.
Pour les autres titulaires du duché, voir Liste des ducs d'Aiguillon.
Armand-Louis de Vignerot, marquis de Richelieu, puis duc d’Aiguillon (1731), pair de France, est un homme de lettres, membre de l'Académie royale des sciences, né à Londres le 9 octobre 1683 et mort à Paris le 4 février 1750.

## Biographie
Né à Londres en 1683, Armand-Louis de Vignerot Richelieu est un arrière-petit-neveu de Marie-Madeleine de Vignerot Duplessis Richelieu, 1re duchesse d'Aiguillon, et un petit-neveu de Marie-Madeleine-Thérèse de Vignerot, morte religieuse en 1705, 2e duchesse d'Aiguillon. Son père Louis-Armand, marquis de Richelieu (1654-1730 ; mari de Marie-Charlotte de La Porte de La Meilleraye ; fils de Jean-Baptiste Amador de Vignerot et petit-fils de François de Vignerot de Pont-Courlay, ce dernier étant un neveu du cardinal de Richelieu) hérita de la terre d'Aiguillon mais ne réussit pas à se faire admettre comme titulaire du duché d'Aiguillon que lui avait pourtant légué sa tante Marie-Madeleine-Thérèse de Vignerot.
Le 12 août 1718, il épouse Anne-Charlotte de Crussol de Florensac (1700-1772), amie de Montesquieu et des philosophes. Il est le père d'Emmanuel-Armand de Vignerot du Plessis (1720-1788), général, secrétaire d'État.
Connu pour son activité littéraire, il participe à un petit cénacle composé de Louise-Élisabeth de Bourbon-Condé, princesse de Conti, de l’abbé de Grécourt et du père Vinot, de l'Oratoire. Il composa ou participa à la composition d'œuvres badines et érotiques comme le Recueil de pièces choisies, rassemblées par les soins du Cosmopolite (Ancône [Véretz], 1735), recueil de pièces fort libres qu'il fit imprimer à 62 exemplaires sur ses terres de Véretz, ou la Suite de la nouvelle Cyropédie, ou Réflexions de Cyrus sur ses voyages (Amsterdam [Rouen], 1728), très librement inspiré de Xénophon et qu'Alexandre Cioranescu attribue aussi à Pierre-François Guyot Desfontaines. Il fut nommé membre honoraire de l'Académie des sciences en 1744.

## Publications
- Suite de la nouvelle Cyropédie, ou Réflexions de Cyrus sur ses voyages, Amsterdam, 1728.
- La Corona di Cazzi et autres pièces italiennes, extrait de recueil, 1735 ; rééd. Leyde, 1865.
- Recueil de pièces choisies, rassemblées par les soins du Cosmopolite [Aiguillon], deux tomes, Anconne, Vriel Bandant, 1735.

## Famille
- René de Vignerot (vers 1565-1625), marié à Françoise du Plessis de Richelieu (vers1572-1615), sœur de Richelieu (1582-1653 ; 1er duc de Richelieu),
  - Marie-Madeleine de Vignerot (1604-1675), première duchesse d'Aiguillon,
  - François de Vignerot du Plessis (1609-1646), marquis de Pont-Courlay, général des galères de France (1635-1638), gouverneur du Havre et du Pays de Caux, marié à Françoise de Guémadeuc du Pont (vers 1610-1674),
    - Armand-Jean de Vignerot du Plessis de Richelieu (1629-1715), 2e duc de Richelieu
    - Jean-Baptiste Amador de Vignerot du Plessis, mari de Jeanne-Baptiste de Beauvais fille de Cateau la Borgnesse
      - Louis-Armand de Vignerot du Plessis de Richelieu ( -1685), marquis de Richelieu, marié à Marie-Charlotte de La Porte (1662-1729), fille d'Armand-Charles de La Porte duc de La Meilleraye (1632-1713 ; petit-cousin du cardinal de Richelieu) et d'Hortense Mancini (1646-1699 ; nièce de Mazarin)
        - Armand-Louis de Vignerot du Plessis de Richelieu (1683-1750), duc d'Aiguillon, marié en 1718 avec Anne-Charlotte de Crussol de Florensac (1700-1772), fille de Louis de Crussol de Florensac (1645-1716) et de Louise-Thérèse de Senneterre de Châteauneuf (1670-1705)
          - Emmanuel-Armand de Vignerot du Plessis de Richelieu, duc d'Aiguillon (1720-1788), duc d'Agenois, comte de Condomois, comte de St-Florentin par sa femme, marié en 1740 avec Louise-Félicité de Bréhan de Plélo (1726-1796)
            - Innocente Aglaë de Vignerot du Plessis de Richelieu ( -1776) mariée le 18 novembre 1766 avec Joseph-Dominique de Moreton, marquis de Chabrillan
            - Armand-Désiré de Vignerot du Plessis de Richelieu (1761-1800), duc d'Aiguillon et d'Agenois, marié en 1785 avec Jeanne-Victoire Henriette de Navailles-Mirepeix (1770-1818)

      - Elisabeth de Vignerot du Plessis-Richelieu, mariée en juin 1696 à Nicolas de Quelen
      - Marie Madeleine († 1719), abbesse de Saint-Rémy-des-Landes.

    - Emmanuel-Joseph de Vignerot du Plessis
    - Marie-Madeleine Thérèse de Vignerot du Plessis (née le 25 avril 1636, † décembre 1705), demoiselle d'Agenois, puis deuxième duchesse d'Aiguillon.